# Idaea consecrata
Idaea consecrata là một loài bướm đêm trong họ Geometridae.